# Hierarchische Recherche
Bei einer Hierarchischen Recherche wird die Recherche in einem Dokumentationssystem von einem Deskriptor auf weitere Deskriptoren ausgeweitet, die diesem Deskriptor unter- oder übergeordnet sind.
Dies setzt voraus, dass die Dokumentationssprache des Dokumentationssystems hierarchische Beziehungen unterstützt, wie es bei einer Klassifikation und einem Thesaurus der Fall ist. Die automatische Erweiterung der Suchanfrage um weitere Deskriptoren wird auch Explosion genannt. Um Rechenzeit zu sparen, können häufige hierarchische Recherchen schon vorab ausgeführt und als so genannte pre-explosions gespeichert (indexiert) werden. Dies ist beispielsweise bei den Medical Subject Headings der Fall. Ob und über wie viele Ebenen eine hierarchische Recherche sinnvoll ist, um ein vollständiges und abgegrenztes Rechercheergebnis zu bekommen, hängt vom jeweiligen Dokumentationssystem und der konkreten Recherche ab.

## Beispiel
Ein hierarchisches Begriffssystem enthalte hierarchisch einander untergeordnet folgende Deskriptoren:
- Atmung
  - Lunge
    - Bronchialsystem
    - Lungenbläschen

Bei einer normalen Recherche nach Lunge werden alle Dokumente, die mit einem allgemeineren oder spezielleren Deskriptor indexiert sind, nicht gefunden. Eine hierarchische Recherche kann die über- und untergeordneten Deskriptoren miteinbeziehen und findet auch Dokumente, die nicht direkt mit Lunge indexiert sind.
Eine mögliche nach unten führende Pre-Explosion des Deskriptors Atmung wird berechnet, indem alle Dokumente, die mit weiter unten liegenden Deskriptoren versehen sind, zusätzlich als Pre-Explosion von Atmung indexiert werden.